# Saison 2006 de l'équipe cycliste AG2R Prévoyance

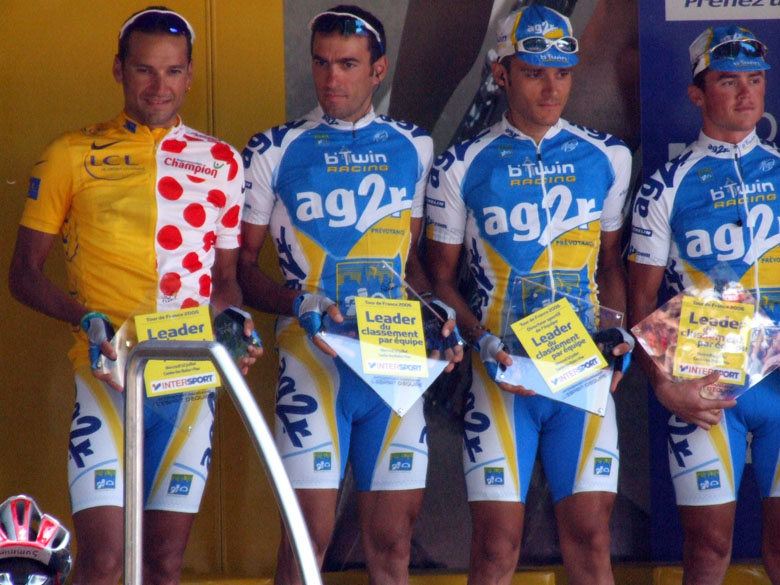
Sur le Tour de France 2006 (11e étape)

L'équipe cycliste AG2R Prévoyance participait en 2006 au ProTour organisé par l'UCI.
C'est sa première saison au plus haut niveau mondial depuis la création du circuit ProTour en 2005.

## Préparation de la saison 2006

### Arrivées et départs
| Arrivées                                      | Équipe 2005                    |
| --------------------------------------------- | ------------------------------ |
| José Luis Arrieta                             | Illes Balears-Caisse d'Épargne |
| Renaud Dion                                   | RAGT Semences                  |
| Hubert Dupont                                 | RAGT Semences                  |
| John Gadret                                   | Jartazi Revor                  |
| Francisco Mancebo                             | Illes Balears-Caisse d'Épargne |
| Christophe Moreau                             | Crédit agricole                |
| Carl Naibo                                    | Bretagne-Jean Floc'h           |
| David Navas                                   | Illes Balears-Caisse d'Épargne |
| Stéphane Poulhiès (à partir du 1er août 2006) | Albi VS                        |

| Départs          | Équipe 2006                    |
| ---------------- | ------------------------------ |
| Andy Flickinger  | Bouygues Télécom               |
| Nicolas Portal   | Caisse d'Épargne-Illes Balears |
| Christophe Oriol | Retraite                       |

## Effectif
Francisco Mancebo est impliqué dans l'affaire Puerto qui éclate juste avant le Tour de France. Le coureur ne prend pas le départ du Tour de France et est suspendu en interne. En décembre 2006, le coureur et l'équipe AG2R Prévoyance rompront le contrat les liant.
| Effectif 2006                      | Effectif 2006     | Effectif 2006 | Effectif 2006                         |
| Cycliste                           | Date de naissance | Pays          | Équipe précédente                     |
| ---------------------------------- | ----------------- | ------------- | ------------------------------------- |
| José Luis Arrieta                  | 15 juin 1971      | Espagne       | Illes Balears-Caisse d'Épargne (2005) |
| Mikel Astarloza                    | 17 novembre 1979  | Espagne       |                                       |
| Sylvain Calzati                    | 1 juillet 1979    | France        | RAGT Semences-MG Rover (2004)         |
| Íñigo Chaurreau                    | 14 avril 1973     | Espagne       | Euskaltel-Euskadi (2001)              |
| Philip Deignan                     | 7 septembre 1983  | Irlande       | Vélo-Club La Pomme Marseille (2004)   |
| Cyril Dessel                       | 29 novembre 1974  | France        | Phonak Hearing Systems (2004)         |
| Renaud Dion                        | 6 janvier 1978    | France        | RAGT Semences (2005)                  |
| Samuel Dumoulin                    | 20 août 1980      | France        | Jean Delatour (2003)                  |
| Hubert Dupont                      | 13 novembre 1980  | France        | RAGT Semences (2005)                  |
| John Gadret                        | 22 avril 1979     | France        | Jartazi Revor (2005)                  |
| Simon Gerrans                      | 16 mai 1980       | Australie     | UC Nantes Atlantique (2004)           |
| Stéphane Goubert                   | 13 mars 1970      | France        | Jean Delatour (2003)                  |
| Yuriy Krivtsov                     | 7 février 1979    | Ukraine       | Jean Delatour (2003)                  |
| Julien Loubet                      | 11 janvier 1985   | France        | GSC Blagnac (2004)                    |
| Francisco Mancebo                  | 9 mars 1976       | Espagne       | Illes Balears-Caisse d'Épargne (2005) |
| Laurent Mangel                     | 22 mai 1981       | France        | SCO Dijon (2004)                      |
| Lloyd Mondory                      | 26 avril 1982     | France        |                                       |
| Christophe Moreau                  | 12 avril 1971     | France        | Crédit Agricole (2005)                |
| Carl Naibo                         | 17 août 1982      | France        | Bretagne-Jean Floc'h (2005)           |
| David Navas                        | 10 juin 1974      | Espagne       | Illes Balears-Caisse d'Épargne (2005) |
| Jean-Patrick Nazon                 | 18 janvier 1977   | France        | Jean Delatour (2003)                  |
| Stéphane Poulhiès (1 août–31 déc.) | 26 juin 1985      | France        | Albi VS (2005)                        |
| Erki Pütsep                        | 25 mai 1976       | Estonie       | EC Saint-Étienne Loire (2002)         |
| Christophe Riblon                  | 17 janvier 1981   | France        | CC Nogent-sur-Oise (2004)             |
| Mark Scanlon                       | 10 octobre 1980   | Irlande       | Vélo-Club La Pomme Marseille (2002)   |
| Ludovic Turpin                     | 22 mars 1975      | France        | Club Cycliste d'Étupes (1999)         |
| Aliaksandr Usau                    | 27 août 1977      | Biélorussie   | Phonak Hearing Systems (2004)         |
| Tomas Vaitkus                      | 4 février 1982    | Lituanie      | Landbouwkrediet-Colnago (2004)        |
|                                    |                   |               |                                       |
| Source : ProCyclingStats           |                   |               |                                       |

## Victoires
| Victoires | Victoires                                                     | Victoires | Victoires | Victoires          | Victoires |
| Date      | Course                                                        | Pays      | Classe    | Vainqueur          |           |
| --------- | ------------------------------------------------------------- | --------- | --------- | ------------------ | --------- |
| 18 janv.  | 1re étape du Tour Down Under                                  | Australie | 2.HC      | Simon Gerrans      |           |
| 22 janv.  | Classement général, Tour Down Under                           | Australie | 2.HC      | Simon Gerrans      |           |
| 8 fév.    | 6e étape du Tour de Langkawi                                  | Malaisie  | 2.HC      | Laurent Mangel     |           |
| 10 fév.   | 4e étape du Tour méditerranéen cycliste professionnel         | France    | 2.1       | Cyril Dessel       |           |
| 12 fév.   | Classement général, Tour méditerranéen cycliste professionnel | France    | 2.1       | Cyril Dessel       |           |
| 1 mars    | Samyn Classic                                                 | Belgique  | 1.1       | Renaud Dion        |           |
| 30 mars   | Route Adélie de Vitré                                         | France    | 1.1       | Samuel Dumoulin    |           |
| 15 mai    | 9e étape du Tour d'Italie                                     | Italie    | 2.PT      | Tomas Vaitkus      |           |
| 18 mai    | 1re étape du Circuit de Lorraine                              | France    | 2.1       | Jean-Patrick Nazon |           |
| 21 mai    | 4e étape du Circuit de Lorraine                               | France    | 2.1       | Christophe Riblon  |           |
| 9 juin    | 5e étape, Critérium du Dauphiné libéré                        | France    | 2.PT      | Ludovic Turpin     |           |
| 16 juin   | 2e étape, Route du Sud                                        | France    | 2.1       | Jean-Patrick Nazon |           |
| 25 juin   | Championnat d'Estonie de cyclisme sur route                   | Estonie   | CN        | Erki Pütsep        |           |
| 9 juill.  | 8e étape du Tour de France                                    | France    | 2.PT      | Sylvain Calzati    |           |
| 6 août    | 1re étape du Tour de l'Ain                                    | France    | 2.1       | Cyril Dessel       |           |
| 9 août    | Classement général, Tour de l'Ain                             | France    | 2.1       | Cyril Dessel       |           |
| 15 sept.  | 19e étape du Tour d'Espagne                                   | Espagne   | 2.PT      | José Luis Arrieta  |           |

## Classements UCI Pro Tour

### Individuel
| Rang | Coureur            | Points |
| ---- | ------------------ | ------ |
| 13   | Christophe Moreau  | 118    |
| 54   | Cyril Dessel       | 45     |
| 62   | Francisco Mancebo  | 41     |
| 110  | Alexandre Usov     | 15     |
| 118  | Samuel Dumoulin    | 11     |
| 124  | Tomas Vaitkus      | 10     |
| 130  | José Luis Arrieta  | 8      |
| 160  | Erki Pütsep        | 5      |
| 181  | Ludovic Turpin     | 3      |
| 195  | Jean-Patrick Nazon | 2      |

### Équipe
L'équipe AG2R Prévoyance a terminé à la 15e place avec 219 points

## Classements Coupe de France

### Individuel
| Rang | Coureur            | Points |
| ---- | ------------------ | ------ |
| 1    | Lloyd Mondory      | 119    |
| 6    | Alexandre Usov     | 70     |
| 10   | Erki Pütsep        | 62     |
| 15   | Samuel Dumoulin    | 50     |
| 34   | Jean-Patrick Nazon | 25     |
| 56   | Ludovic Turpin     | 12     |
| 72   | Christophe Riblon  | 3      |
| 76   | Hubert Dupont      | 3      |

### Équipe
L'équipe AG2R Prévoyance a terminé à la 8e place avec 81 points.